# عدد کولگن–کارپنتر
|                                                                                            |
|                                                                                            |
| عدد کولگن کارپنتر پارامتر مهمی در محاسبه نیروی وارده از امواج دریا به سکوهای نفتی می باشد. |

عدد کولگن-کارپنتر(به انگلیسی: Keulegan–Carpenter number) یا عدد دوره(به انگلیسی: period number) یک عدد بی بعد می باشد که در دینامیک سیالات بیانگر اهمیت رابطه بین نیروی پسا و نیروی لختی در اجسام شناور در سیالات مواج است.برای مقادیر کم از این کمیت لختی تاثیر بیشتر دارد و برای مقادیر زیاد از آن (در سیالات آشفته) نیروی پسا موثرتر است.این عدد که با نماد KC نشان داده می‌شود به صورت زیر تعریف می شود:
{\displaystyle K_{C}={\frac {V\,T}{L}},}
که در این رابطه:
- V دامنه نوسان سرعت سیال(یا دامنه نوسان سرعت جسم در یک شی نوسان کننده
- T دوره نوسان
- L طول مشخصه جسم که در سیال مواج قرار دارد.